# Cristo na Coluna (Antonello da Messina)
Cristo na Coluna é uma pequena pintura do artista renascentista italiano Antonello da Messina, executada entre 1476 e 1478, mostrando a Flagelação de Cristo. Fica no Louvre, em Paris.

## Temática
A Flagelação de Jesus, também conhecido como Cristo na Coluna, é um episódio da Paixão de Cristo que aparece com bastante frequência na arte cristã, em ciclos da Paixão ou como um grande tema nos ciclos da Vida de Cristo. .
O evento é mencionado em três dos quatro evangelhos canônicos, em João 19:1, Marcos 14:65 e Mateus 27:26. Lucas 22:63–65 relata um episódio onde os guardas do Sinédrio surram e zombam de Jesus, mas não a flagelação nas mãos dos romanos. A flagelação é um prelúdio usual à condenação pela crucificação sob o direito romano. Na Paixão de Cristo, o evento precede a Zombaria de Jesus e a Coroa de Espinhos e está contido no episódio mais amplo da Corte de Pilatos.

## História
Pintados em seus últimos anos, os quadros mostram a assimilação de Antonello das primeiras influências holandesas e venezianas em uma arte madura. Por muito tempo, o tamanho pequeno incomum e a visão de perto do assunto levaram os estudiosos a pensar que a obra havia sido cortada e originalmente estendida para baixo, e que originalmente um parapeito separava Cristo dos observadores. Esta teoria provou-se estar errada.